# Iakîmivka, Solone
Iakîmivka (în ucraineană Якимівка) este un sat în comuna Promin din raionul Solone, regiunea Dnipropetrovsk, Ucraina.

## Demografie
Componența lingvistică a localității Iakîmivka
     Ucraineană (93,44%)
     Rusă (6,56%)
Conform recensământului din 2001, majoritatea populației localității Iakîmivka era vorbitoare de ucraineană (93,44%), existând în minoritate și vorbitori de rusă (6,56%).